# 日啓 (大石寺)
日啓（にっけい、慶安元年（1648年） - 宝永4年11月14日（1707年12月7日））は、日蓮正宗総本山大石寺第23世法主。

## 略歴
- 慶安元年（1648年）、誕生。
- 承応元年（1652年）11月8日、父宗玄卒。
- 天和2年（1682年）2月、22世日俊より法の付嘱を受け、23世日啓として登座す。
- 元禄元年（1688年）12月4日、留守中定を誌す。
- 元禄5年（1692年）6月7日、法を24世日永に付嘱す。
- 元禄8年（1695年）8月13日、母妙玄日義卒。
- 宝永4年（1707年）11月14日、61歳で死去した。

| 先代 日俊 | 大石寺住職一覧 | 次代 日永 |